# Rinka Duijndam
Rinka Duijndam (Wateringen, 1997. augusztus 6. –) világbajnok és Bajnokok Ligája-győztes holland válogatott kézilabdázó, kapus. Jelenleg a román élvonalbeli Rapid București játékosa.

## Pályafutása

### Klubcsapatokban
Rinka Duijndam pályafutását hazájában kezdte, a VELO játékosa volt 2012-ig. Ezután a holland első osztályú Virto/Quintus szerződtette 4 évig. 2016-tól 6 éven át a Bundesligában szerepelt, először a HSG Bad Wildungen, a Borussia Dortmund végül a Thüringer HC kapuját védte. 2022-ben a norvég Sola HK csapatának lett a tagja. A szezon végén a Sola ezüstérmes lett a norvég kupában. Ezt követően Duijndam aláírt a Győri Audi ETO KC csapatához. A magyar csapatban egy szezont játszott, megnyerte a Bajnokok Ligáját 2024-ben, majd a CS Rapid Bucureștihez igazolt.

### A válogatottban
A holland válogatottban 2018-ban mutatkozott be. Ez év decemberében bekerült az Európa-bajnokságra utazó keretbe is, ahol végül bronzérmes lett a válogatottal. Tess Wester mellett tagja volt a 2019-es világbajnok holland keretnek is.